# راؤول فرنانديز (متسابق دراجات نارية)
راؤول فرنانديز (بالإسبانية: Raúl Fernández)‏ هو متسابق دراجات نارية إسباني، ولد في 23 أكتوبر 2000 في مدريد في إسبانيا.

## روابط خارجية
- راؤول فرنانديز على موقع MotoGP.com (الإنجليزية)
- راؤول فرنانديز على موقع AS.com (الإسبانية)